# Adegliacco
Adegliacco (Dedeà in friulano) è una frazione del comune di Tavagnacco della provincia di Udine in Friuli-Venezia Giulia.
La frazione è sita in prevalenza lungo la strada provinciale che da Udine mena a Nimis, a oriente del rettifilo della vecchia strada statale Pontebbana.
Attraverso Adegliacco passa la roggia di Udine, ove era presente un mulino idraulico, funzionante fino agli anni Settanta del Novecento.
Lungo la roggia c'è la ciclovia che mena a Rizzòlo di Reana del Rojale.
Prettamente agricola fino alla Seconda guerra mondiale, in seguito a causa dell'espansione edilizia incontrollata la frazione è divenuta adiacente all'altra frazione Cavalicco, posta a sud. 
La parte di territorio a cavallo della Pontebbana è stata ricoperta da asfalto e capannoni commerciali e industriali.
Presso la Pontebbana si trova il cimitero militare che ospita numerosi caduti appartenenti al Commonwealth britannico.

## Santa Fosca
Santa Fosca (Sante Fóscje) è sia il nome di una via della frazione, sia il nome del borgo che si trova nella parte nord-est della stessa frazione.
Santa Fosca era anche il nome di un'antica chiesetta situata nella stessa zona e crollata nell'inverno del 1928